# Fe Palermo
Fernanda "Fe" Palermo Licen, född den 18 augusti 1996, är en brasiliansk fotbollsspelare.

## Karriär
Fe Palermo inledde sin seniorkarriär i Esportiva Kindermann år 2013. Hon har även spelat för bland annat CR Flamengo  och São Paulo FC innan hon 2024 kontrakterades av SE Palmeiras. Hon debuterade i Brasiliens damlandslag år 2019.